# Ruta Provincial E 80 (Córdoba)

## Generalidades
La Ruta Provincial E-80, es, tal vez (junto a la  RP E-78 ) la ruta más corta de la provincia de Córdoba. Está  ubicada en la localidad de Salsacate, al Oeste de la Provincia de Córdoba, Argentina, al norte del Valle de Traslasierra. Su trazado interesa la localidad referida, teniendo su origen y final en la misma ruta:  RP 15 .

## Recorrido
La ruta nace y muere dentro de la localidad de Salsacate. Está formada por las calles 9 de Julio y Avenida Ejército Argentino.